# Ꞑ
Ꞑ, ꞑ (N с нижним выносным элементом) — буква расширенной латиницы. Использовалась в нескольких вариантах Яналифа в 1930-х годах (таких, как татарский), а также в 1990-х годах в варианте латиницы для татарского и чеченского языков.
В большинстве языков обозначает звук [ŋ] (как в английском слове singing).

## История
Буква ꞑ появилась в конце 1920-х годов в Яналифе, но была заимствована некоторыми другими нетюркскими народами СССР во время кампании по латинизации. В 1990-х буква была использована в чеченском латинском алфавите, в 2000-х в татарской латинице, однако ни один из этих алфавитов сейчас широко не используется.
 В чеченском алфавите заглавная форма буквы имела вид увеличенной строчной — .